# ماسون لي
ماسون لي (بالإنجليزية: Mason Lee)‏ هو ممثل أمريكي، ولد في 30 مايو 1990 في الولايات المتحدة.

## أعمال

### أفلام
- (2011) صداع الكحول الجزء الثاني
- (2014) لوسي[5][6]

## وصلات خارجية
- ماسون لي على موقع IMDb (الإنجليزية)
- ماسون لي على موقع روتن توميتوز (الإنجليزية)
- ماسون لي على موقع ألو سيني (الفرنسية)
- ماسون لي على موقع أول موفي (الإنجليزية)
- ماسون لي على موقع أول موفي (الإنجليزية)
- ماسون لي على موقع قاعدة بيانات الأفلام السويدية (السويدية)
- ماسون لي على موقع قاعدة بيانات الفيلم (الإنجليزية)
- ماسون لي على موقع كينوبويسك (الروسية)